# Mohammed Saeid
Mohammed Saeid est un footballeur international érythréen, également suédois, né le 24 décembre 1990 à Örebro. Il joue au poste de milieu de terrain avec l'Örebro SK.

## Biographie
Le 29 octobre 2014, Saeid signe un contrat avec la MLS et le Crew SC de Columbus pour rejoindre ce club à l'issue de la saison 2014.
Son contrat n'est pas renouvelé à l'issue de la saison 2017 et il se retrouve donc libre. Le 29 décembre 2017, il signe alors en faveur du Lyngby BK, en première division danoise.
Le 10 septembre 2019, il reçoit sa première sélection en équipe d'Érythrée, contre la Namibie. Ce match perdu 2-0 rentre dans le cadre des éliminatoires du mondial 2022.
Lors de la saison 2020, il inscrit sept buts en première division suédoise avec le club de l'IK Sirius.

## Palmarès
- Finaliste de la Coupe MLS en 2015 avec le Crew de Columbus
- Vice-champion de Suède de D2 en 2013 avec l'Örebro SK